# Zeitschrift für Angewandte Mathematik und Physik
Zeitschrift für Angewandte Mathematik und Physik is een internationaal, aan collegiale toetsing onderworpen wetenschappelijk tijdschrift op het gebied van de toegepaste wiskunde.
De naam wordt in literatuurverwijzingen meestal afgekort tot Z. Angew. Math. Phys.
Het tijdschrift is opgericht in 1950.
Het werd oorspronkelijk uitgegeven door de in Bazel gevestigde uitgeverij Birkhaeuser, en later overgenomen door Springer Science+Business Media.